# Port de Rat
Port de Rat är ett bergspass i Andorra, på gränsen till Frankrike.   Det ligger i parroquian Andorra la Vella, i den nordvästra delen av landet. Port de Rat ligger 2 557 meter över havet. En vandringsled går över passet.
Passet går mellan topparna Pic des Langounelles och Pic de Cabayrou.
I trakten runt Port de Rat förekommer i huvudsak kala bergstoppar och bergsängar.